# Roditura
La roditura è una lavorazione meccanica, spesso utilizzata sulle lamiere, atta a indebolire una determinata zona di materiale per agevolarne la rottura.
Si effettua con una cesoia roditrice collegata ad un pantografo laddove possibile mediante una macchina a controllo numerico, il quale effettua tanti piccoli fori, non sovrapposti l'un l'altro, ma comunque vicini in modo da creare una linea di taglio, rettilinea o curvilinea che sia. Non è sinonimo di punzonatura, anche se come quest'altra tecnica può essere usata per tagliare lamiere di grosso spessore, mediante fiamma ossi-acetilenica, plasma e laser.